# Aishwarya Rai
Aishwarya Rai Bachchan (tulu: ಐಶ್ವರ್ಯಾ ರೈ, hindi: ऐश्वर्या राय; ur. 1 listopada 1973 w Mangaluru w stanie Karnataka; pseudonim Ash) – indyjska aktorka filmowa i modelka. Występowała w wielu popularnych bollywoodzkich filmach.

## Życiorys
Studiowała architekturę, ma za sobą naukę indyjskiego tańca klasycznego.
W 1994 roku zajęła drugie po Sushmicie Sen miejsce w konkursie Miss India – wyjechała reprezentować Indie w konkursie Miss World, który wygrała. W Indiach, które posiadają największą kinematografię na świecie, tego rodzaju sukces jest często przepustką do filmowej kariery (np. Sushmita Sen, Priyanka Chopra). W 2002 roku zaczęła zdobywać popularność również na Zachodzie, odkąd film Devdas (reż. Sanjay Leela Bhansali) został zaprezentowany na 55. MFF w Cannes. Zaczęła wtedy dostawać propozycje od zachodnich filmowców, podpisała także kontrakt z L’Oréal. Zasiadała również w jury konkursu głównego na 56. MFF w Cannes (2003).
Od 20 kwietnia 2007 żona indyjskiego aktora Abhisheka Bachchana. 16 listopada 2011 urodziła w Bombaju swoje pierwsze dziecko, dziewczynkę Aaradhyę.

## Filmografia
| Rok  | Tytuł                      | Język       | Rola                 | Notatki |  |
| ---- | -------------------------- | ----------- | -------------------- | --- |  |
| 1997 | Iruvar                     | Tamil       | Pushpa/Kalpana       | |  |
| 1997 | Aur Pyaar Ho Gaya          | Hindi       | Ashi Kapoor          | Nagroda Star Screen dla Najbardziej Obiecującej Debiutantki |  |
| 1998 | Jeans                      | Tamil       | Madhumitha/Vaishnavi | |  |
| 1999 | Aa Ab Laut Chalen          | Hindi       | Pooja                | |  |
| 1999 | Prosto z serca             | Hindi       | Nandini              | Nagroda Filmfare dla Najlepszej Aktorki Nagroda Star Screen dla Najlepszej Aktorki Nagroda Zee Cine dla Najlepszej Aktorki Nagroda IIFA dla Najlepszej Aktorki                                                       |  |
| 1999 | Ravoyi Chandamama          | Telugu      |                      | gościnny występ w piosence „Love to Live” |  |
| 1999 | Rytm                       | Hindi       | Mansi                | Nominacja do Nagroda Filmfare dla Najlepszej Aktorki Nominacja do Nagroda Star Screen dla Najlepszej Aktorki Nominacja do Nagroda Zee Cine dla Najlepszej Aktorki Nominacja do Nagroda IIFA dla Najlepszej Aktorki   |  |
| 2000 | Mela                       | Hindi       | Champakali           | występ gościnny |  |
| 2000 | Rozważne i romantyczne     | Tamil       | Meenakshi Bala       | |  |
| 2000 | Namiętność                 | Hindi       | Shirley              | |  |
| 2000 | Hamara Dil Aapke Paas Hai  | Hindi       | Preeti Virat         | Nominacja do Nagroda Filmfare dla Najlepszej Aktorki Nominacja do Nagroda Star Screen dla Najlepszej Aktorki |  |
| 2000 | Kroki w chmurach           | Hindi       | Sahiba Grewal        | |  |
| 2000 | Miłość żyje wiecznie       | Hindi       | Megha                | Nominacja do Nagroda Filmfare dla Najlepszej Aktorki Drugoplanowej Nominacja do Nagroda Star Screen dla Najlepszej Aktorki Drugoplanowej                                                                             |  |
| 2001 | Albela                     | Hindi       | Sonia                | |  |
| 2002 | Należę do ciebie, kochanie | Hindi       | Suman                | występ gościnny |  |
| 2002 | Miłosne manewry            | Hindi       | Komal Rastogi        | |  |
| 2002 | 23rd March 1931: Shaheed   | Hindi       |                      | występ gościnny |  |
| 2002 | Devdas                     | Hindi       | Parvati (Paro)       | Nagroda Filmfare dla Najlepszej Aktorki Nagroda Star Screen dla Najlepszej Aktorki Nagroda Star Screen dla Pary nr 1(z Shah Rukh Khanem) Nagroda Zee Cine dla Najlepszej Aktorki Nagroda IIFA dla Najlepszej Aktorki |  |
| 2002 | Shakti: The Power          | Hindi       | Aishwarya Rai        | gościnny występ w piosence „Ishq Kamina” |  |
| 2003 | Chokher Bali               | Bengali     | Binodhini            | |  |
| 2003 | Serce ze złota             | Hindi       | Tia Sharma           | |  |
| 2003 | Nie mów nikomu             | Hindi       | Namrata Shrivastav   | |  |
| 2004 | Duma i uprzedzenie         | angielski   | Lalita Bakshi        | |  |
| 2004 | Khakee                     | Hindi       | Mahalakshmi          | |  |
| 2004 | Kyun...! Ho Gaya Na        | Hindi       | Diya Malhotra        | |  |
| 2004 | Miłosne kłamstwa           | Hindi       | Neerja               | Nomininacja do Nagroda Filmfare dla Najlepszej Aktorki Nominacja do Nagroda Star Screen dla Najlepszej Aktorki Nagroda Zee Cine (Krytyków) dla Najlepszej Aktorki Nominacja do Nagroda IIFA dla Najlepszej Aktorki   |  |
| 2005 | Shabd                      | Hindi       | Antara Vashist       | |  |
| 2005 | Bunty i Babli              | Hindi       |                      | gościnny występ w piosence „Kajra Re” |  |
| 2005 | Magia zmysłów              | Angielski   | Tilo                 | |  |
| 2006 | Umrao Jaan                 | Hindi       | Umrao Jaan           | Nominacja do Nagroda Zee Cine dla Najlepszej Aktorki |  |
| 2006 | Dhoom 2                    | Hindi       | Sunehri              | Nominacja do Nagroda Filmfare dla Najlepszej Aktorki Nominacja do Nagroda Star Screen dla Najlepszej Aktorki Nominacja do Nagroda Star Screen dla Pary nr 1 (z Hrithikiem Roshanem)                                  |  |
| 2007 | Guru                       | Hindi       | Sujata               | Nominacja do Nagroda Filmfare dla Najlepszej Aktorki Nominacja do Nagroda Star Screen dla Najlepszej Aktorki Nominacja do Nagroda IIFA dla Najlepszej Aktorki                                                        |  |
| 2007 | Provoked                   | Angielski   | Kiranjit Ahluwalia   | |  |
| 2007 | Ostatni legion             | Angielski   | Mira                 | |  |
| 2008 | Księżniczka i cesarz       | Hindi       | Jodhaa Bai           | Nagroda specjalna (Best Popular Actress Award) |  |
| 2008 | Sarkar Raj                 | Hindi       | Anita                | |  |
| 2009 | Różowa Pantera 2           | Angielski   | Sonia                | |  |
| 2010 | Raavan                     | Hindi/Tamil | Sita                 | Film będzie miał dwie wersje: hindi i tamilską. |  |
| 2010 | Magik                      | Hindi       |                      | |  |
| 2010 | Edhiran                    | Hindi       |                      | |  |
| 2010 | Action Replay              | Hindi       |                      | |  |
| 2015 | Jazbaa                     | Hindi       | Anuradha Verma       | |  |
| 2016 | Sarbjit                    | Hindi       | Dalbir Kaur          | Filmfare Award od Best Actress nominacja |  |
| 2016 | Serce nie sługa            | Hindi       | Saba Taliyar Khan    | |  |

## Odznaczenia
- Order Padma Shri (Indie, 2009)
- Oficer Orderu Sztuki i Literatury (Francja, 2009)

## Nagrody
- Nagroda Filmfare
  - Najlepsza aktorka: 2000 Prosto z serca
  - 2003 Devdas